# 3196 Maklaj
3196 Maklaj è un asteroide della fascia principale. Scoperto nel 1978, presenta un'orbita caratterizzata da un semiasse maggiore pari a 3,0267750 UA e da un'eccentricità di 0,0268781, inclinata di 8,97521° rispetto all'eclittica.
L'asteroide è dedicato al naturalista russo Nikolaj Miklucho-Maklaj.